# Нуреевский сельсовет
Нуреевский сельсовет — муниципальное образование в Шаранском районе Башкортостана.
Согласно Закону о границах, статусе и административных центрах муниципальных образований в Республике Башкортостан»имеет статус сельского поселения.

## Население
| 2002  | 2009  | 2010  | 2012  | 2013  | 2014  | 2015  |
| ----- | ----- | ----- | ----- | ----- | ----- | ----- |
| 1452  | ↗1478 | ↘1340 | ↘1322 | ↘1269 | ↘1239 | ↘1201 |
| 2016  | 2017  | 2018  |       |       |       |       |
| ↘1156 | ↘1119 | ↘1086 |       |       |       |       |

## Состав
- д. Бахча,
- с. Емметово,
- с. Енахметово,
- д. Изимка,
- д. Кызыл-Чулпан,
- с. Нуреево,
- с. Сюньбаш,
- д. Тугаряк